# Яролим, Давид
Да́вид Я́ролим (чеш. David Jarolím; 17 мая 1979, Часлав, Чехословакия) — чешский футболист, выступавший на позиции полузащитника.

## Карьера
Давид из футбольной семьи — его отец Карел был известным футболистом и выступал за сборную Чехословакии, а сейчас работает тренером в Чехии. Старший брат |Лукаш (род. 1976) и двоюродный брат Марек также играли в футбол на профессиональном уровне.
Уроженец Часлава, Давид Яролим начал профессиональную карьеру в клубе «Славия» (Прага). В 1997 году он перешёл в мюнхенскую «Баварию», но за три сезона в немецком суперклубе Яролим лишь однажды вышел на поле.
Перед сезоном 2000/01 Яролим перешёл в клуб второго дивизиона «Нюрнберг», вместе с которым вышел в Бундеслигу. В сезоне 2001/02 чешский футболист утвердился как ключевой игрок «Нюрнберга», вызвав интерес более именитых клубов.
После вылета «Нюрнберга» в сезоне 2002/03 Яролим перешёл в «Гамбург», где стал одним из игроков основного состава. В 2008 году он стал капитаном немецкого клуба.
29 августа 2012 подписал контракт с французским клубом «Эвиан». Уже в ноябре он расторг контракт с клубом по личным причинам.
В январе 2013 года подписал однолетний контракт с чешским клубом «Млада-Болеслав». В Гамбринус лиге дебютировал 24 Февраля 2013 года в матче против «Пршибрама».
По окончании сезона 2013/14 завершил карьеру игрока из-за травмы. Всего за «Младу-Болеслав» провел 39 матчей и забил один мяч (23 февраля 2014 года против либерецкого «Слована», 2:2).

## Международная карьера
Признавался лучшим игроком мемориала Ежека 1995 года. В составе национальной сборной Чехии провёл 29 матчей и забил один гол. Выступал на чемпионате мира 2006 года и на чемпионате Европы 2008

## Статистика выступлений за сборную
| Матчи Давида Яролима за сборную Чехии | Матчи Давида Яролима за сборную Чехии | Матчи Давида Яролима за сборную Чехии | Матчи Давида Яролима за сборную Чехии | Матчи Давида Яролима за сборную Чехии | Матчи Давида Яролима за сборную Чехии | Матчи Давида Яролима за сборную Чехии |
| ------------------------------------- | ------------------------------------- | ------------------------------------- | ------------------------------------- | ------------------------------------- | ------------------------------------- | ------------------------------------- |
| №                                     | Дата                                  | Оппонент                              | Счёт                                  | Голы                                  | Соревнование                          |                                       |
| 1                                     | 8 октября 2005                        | Нидерланды                            | 0 : 2                                 | -                                     | Отборочный матч ЧМ 2006               |                                       |
| 2                                     | 26 мая 2006                           | Саудовская Аравия                     | 2 : 0                                 | -                                     | Товарищеский матч                     |                                       |
| 3                                     | 30 мая 2006                           | Коста-Рика                            | 1 : 0                                 | -                                     | Товарищеский матч                     |                                       |
| 4                                     | 22 июня 2006                          | Италия                                | 0 : 2                                 | -                                     | ЧМ 2006. Групповая стадия             |                                       |
| 5                                     | 16 августа 2006                       | Сербия                                | 1 : 3                                 | -                                     | Товарищеский матч                     |                                       |
| 6                                     | 7 октября 2006                        | Сан-Марино                            | 7 : 0                                 | 1                                     | Отборочный матч ЧЕ 2008               |                                       |
| 7                                     | 11 октября 2006                       | Ирландия                              | 1 : 1                                 | -                                     | Отборочный матч ЧЕ 2008               |                                       |
| 8                                     | 15 ноября 2006                        | Дания                                 | 1 : 1                                 | -                                     | Товарищеский матч                     |                                       |
| 9                                     | 28 марта 2007                         | Кипр                                  | 1 : 0                                 | -                                     | Отборочный матч ЧЕ 2008               |                                       |
| 10                                    | 2 июня 2007                           | Уэльс                                 | 0 : 0                                 | -                                     | Отборочный матч ЧЕ 2008               |                                       |
| 11                                    | 22 августа 2007                       | Австрия                               | 1 : 1                                 | -                                     | Товарищеский матч                     |                                       |
| 12                                    | 8 сентября 2007                       | Сан-Марино                            | 3 : 0                                 | -                                     | Отборочный матч ЧЕ 2008               |                                       |
| 13                                    | 12 сентября 2007                      | Ирландия                              | 1 : 0                                 | -                                     | Отборочный матч ЧЕ 2008               |                                       |
| 14                                    | 26 марта 2008                         | Дания                                 | 1 : 1                                 | -                                     | Товарищеский матч                     |                                       |
| 15                                    | 27 мая 2008                           | Литва                                 | 2 : 0                                 | -                                     | Товарищеский матч                     |                                       |
| 16                                    | 30 мая 2008                           | Шотландия                             | 3 : 1                                 | -                                     | Товарищеский матч                     |                                       |
| 17                                    | 7 июня 2008                           | Швейцария                             | 1 : 0                                 | -                                     | ЧЕ 2008. Групповая стадия             |                                       |
| 18                                    | 11 июня 2008                          | Португалия                            | 1 : 3                                 | -                                     | ЧЕ 2008. Групповая стадия             |                                       |
| 19                                    | 15 июня 2008                          | Турция                                | 2 : 3                                 | -                                     | ЧЕ 2008. Групповая стадия             |                                       |
| 20                                    | 20 августа 2008                       | Алжир                                 | 2 : 2                                 | -                                     | Товарищеский матч                     |                                       |
| 21                                    | 15 октября 2008                       | Словения                              | 1 : 0                                 | -                                     | Отборочный матч ЧМ 2010               |                                       |
| 22                                    | 19 ноября 2008                        | Сан-Марино                            | 3 : 0                                 | -                                     | Отборочный матч ЧМ 2010               |                                       |
| 23                                    | 11 февраля 2009                       | Марокко                               | 0 : 0                                 | -                                     | Товарищеский матч                     |                                       |
| 24                                    | 1 апреля 2009                         | Словакия                              | 1 : 2                                 | -                                     | Отборочный матч ЧМ 2010               |                                       |
| 25                                    | 12 августа 2009                       | Бельгия                               | 3 : 1                                 | -                                     | Товарищеский матч                     |                                       |
| 26                                    | 5 сентября 2009                       | Словакия                              | 2 : 2                                 | -                                     | Отборочный матч ЧМ 2010               |                                       |
| 27                                    | 9 сентября 2009                       | Сан-Марино                            | 7 : 1                                 | -                                     | Отборочный матч ЧМ 2010               |                                       |
| 28                                    | 10 октября 2009                       | Польша                                | 2 : 0                                 | -                                     | Отборочный матч ЧМ 2010               |                                       |
| 29                                    | 14 октября 2009                       | Северная Ирландия                     | 0 : 0                                 | -                                     | Отборочный матч ЧМ 2010               |                                       |